# Campeonato Mundial de Lucha de 1911
El VII Campeonato Mundial de Lucha se celebró en Helsinki (Finlandia) entre el 25 y el 28 de marzo de 1911 bajo la organización de la Federación Internacional de Luchas Asociadas (FILA) y la Federación Finlandesa de Lucha. Solamente se compitió en las categorías del estilo grecorromano.

## Resultados

### Lucha grecorromana
| Evento | Oro                        | Plata                       | Bronce                        |
| ------ | -------------------------- | --------------------------- | ----------------------------- |
| 60 kg  | Antti Hyvönen Finlandia    | Herman Parikka Finlandia    | Vilhelm Lehmusvirta Finlandia |
| 67 kg  | Nestori Tuominen Finlandia | Gustaf Malmström · Suecia   | Paul Tirkkonen Finlandia      |
| 73 kg  | Emil Väre Finlandia        | Theodor Tirkkonen Finlandia | Alfred Salonen Finlandia      |
| 83 kg  | Alfred Asikainen Finlandia | Anders Ahlgren · Suecia     | Arvo Lumme Finlandia          |
| +83 kg | Yrjö Saarela Finlandia     | Adolf Lindfors Finlandia    | Alex Järvinen Finlandia       |

## Medallero
| Núm. | País      | Oro | Plata | Bronce | Total |
| ---- | --------- | --- | ----- | ------ | ----- |
| 1    | Finlandia | 5   | 3     | 5      | 13    |
| 2    | Suecia    | 0   | 2     | 0      | 2     |
|      | TOTAL     | 5   | 5     | 5      | 15    |